# Norrland
Norrland (vertaald: Noordland) is het noordelijkste van de drie landsdelen van Zweden. De naam wordt vooral gebruikt in het dagelijks taalgebruik (weersvooruitzichten enz.). In het westen grenst het aan Noorwegen, en in het uiterste noorden aan Finland.
Hoewel Norrland 59% van de hele oppervlakte van Zweden beslaat, woont er maar 12% van de Zweedse bevolking (ongeveer 1,2 miljoen inwoners).
Norrland bestaat uit de landschappen:
- Ångermanland
- Gästrikland
- Hälsingland
- Härjedalen
- Jämtland
- Lapland
- Medelpad
- Norrbotten
- Västerbotten

Enkele grotere steden zijn Gävle, Sundsvall, Östersund, Umeå en Luleå.
Met uitzondering van het kustgebied is het gebied zeer dunbevolkt. In Norrland zijn veel naaldbossen, rivieren en meren. Het is in het westen bergachtig (met name in Lapland, Härjedalen en Jämtland). Dit wordt ook wel de laatste wildernis van Europa genoemd. Het hoogste punt van Zweden ligt ten westen van Kiruna (de berg Kebnekaise).

Götaland · Norrland · Svealand